# Relations entre Monaco et l'Union européenne
Les relations entre Monaco et l'Union européenne sont conduites principalement par la France. Au travers de ces liens avec la France, Monaco participe à certaines politiques européennes. Monaco fait partie du territoire douanier de l'Union et de la zone d'application de la TVA dans l'UE et applique les principales mesures concernant la TVA et le droit d'accise.
Cependant, cette relation ne s'étend pas au commerce extérieur. Les accords de commerce préférentiel entre l'Union et les États tiers ne s'appliquent qu'aux biens venant du territoire de l'Union – Monaco ne peut alors demander une « origine UE ».

## Statut juridique
D'un point de vue strictement juridique, Monaco revêt l'aspect d'un État tiers vis-à-vis de l'Union européenne, dans la mesure où Monaco ne fait pas partie des États signataires des différents traités. De plus, la principauté n'a pas manifesté de volonté de déposer sa candidature, et les autorités européennes non plus. Une intégration en tant qu'État membre donnerait (à l'image des autres micro-États européens) un poids politique disproportionné par rapport à son influence réelle.

## Intégration au territoire douanier de l'Union
Monaco est un membre de facto de l'espace Schengen (ses frontières et son territoire douanier sont considérés comme partie de la France) en raison d'une décision du Conseil européen de 1968. Ce statut particulier est inscrit dans le Code des douanes communautaires. Ce rattachement de la principauté au territoire douanier est confirmé par un règlement du Conseil européen (acte unilatéral, à l'inverse d'un traité) : c'est le règlement CEE du 12 octobre 1992, plus tard modifié à la marge par le règlement du 19 décembre 1996.
De ce fait, une partie des principes de l'intégration européenne, comme les quatre libertés de circulation, sont assurées. Monaco applique le tarif douanier commun, et de ce fait participe indirectement au financement de l'Union, dans la mesure où les revenus douaniers font partie des ressources propres de l'UE. Néanmoins, la principauté n'a pas de moyens légaux d'influer sur les règles du marché unique, puisqu'elle ne dispose pas d'eurodéputé, ou de représentant au Conseil Européen. De la même manière Monaco ne peut bénéficier des fonds européens de la politique commerciale commune.

## Intégration monétaire
La principauté utilise officiellement l'euro comme monnaie. Cet usage de l’euro résulte d'un accord avec l'Union et la France. Monaco peut ainsi frapper ses propres pièces et billets en euro. Auparavant, la monnaie monégasque était liée à 1:1 avec le franc français.
L'adoption de l'euro comme monnaie par la principauté s'est traduit juridiquement par un échange de lettres en date du 31 décembre 1998, puis d'une convention franco-monégasque conclue par le gouvernement français au nom de la Communauté européenne. Cette convention est entrée en application le 26 décembre 2001, précédant de quelques jours l'entrée en circulation de la monnaie unique le 1er janvier 2002.

## Sources

## Compléments